# TIROS 2
TIROS 2 (ang. Television Infrared Observational Satellite) – amerykański satelita meteorologiczny. Następca satelity TIROS 1. Był to pierwszy satelita meteorologiczny posiadający jednocześnie kamery TV i czujniki na podczerwień. TIROS 2 przesłał 36 156 zdjęć, z czego 26 650 było użytecznych meteorologicznie.

## Opis misji

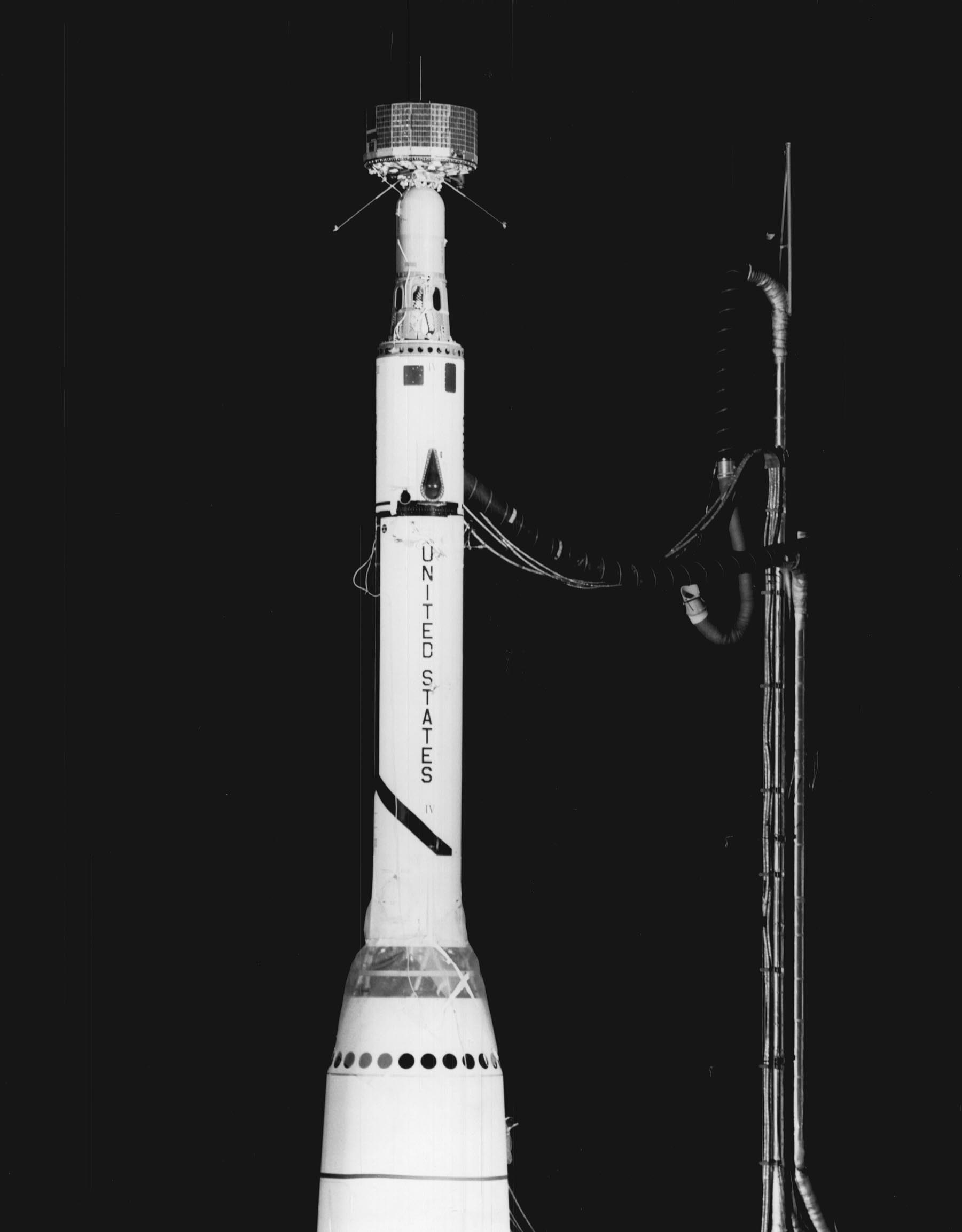
TIROS 2 na szczycie rakiety nośnej

Statek TIROS 2 został opracowany przez Goddard Space Flight Center, część NASA, oraz firmy: Radio Corporation of America (RCA), Astro Electronic Division (dzisiejszy Lockheed Martin). Satelitą zarządzało US Weather Bureau (dzisiejsza National Oceanic and Atmospheric Administration). Zadaniem statku były globalne obserwacje pogody. Statek pracował normalnie aż do 22 stycznia 1961, kiedy to przestał działać pokładowy radiometr. Łączność ze statkiem ostatecznie przerwano 4 grudnia 1961.
Statek cały czas pozostaje na orbicie. Żywotność orbity obliczona była na 60 lat.

## Budowa i działanie
Szkielet satelity wykonano z aluminium i stali nierdzewnej. Pokrycie statku stanowiło 9260 ogniw słonecznych, każde o wymiarach 1 × 2 cm. Gromadziły energię w 21 akumulatorach niklowo-kadmowych.
U spodu statku zamontowano trzy stałopędne silniczki nadające satelicie ruch obrotowy z prędkością od 8 do 12 obrotów na minutę. Oś obrotu statku mogła być kontrolowana z dokładnością 1 - 2 stopni. Służył do tego magnetyczny system kontroli położenia. Jego układem wykonawczym było 250 przewodów owijających statek po obwodzie. Konieczny dla kontroli pozycji moment obrotowy wytwarzała interakcja ziemskiego pola magnetycznego z polem magnetycznym (prądem) zaindukowanym w statku.
Do łączności z Ziemią używano pojedynczej anteny monopolowej. Umieszczona była na szczycie statku. Dwie anteny dipolowe (4 pręty wystające ze spodu statku) służyły do nadawania telemetrii (częstotliwość 235 MHz; moc 2 W). Wysłanie 32 obrazów (cała zawartość rejestratora taśmowego) zajmowało 100 sekund.

## Ładunek
- System telewizyjny TIROS-a został zaprojektowany z myślą o sprawdzeniu możliwości wykonywania zdjęć pokrywy chmur z orbity. Głównymi częściami systemu były dwie kamery TV, rejestrator taśmowy i nadajniki radiowe. Jedna z kamer była szerokokątna (104°, f/1,5) a druga (13°, f/1,8) wąskokątna. Mogły pracować niezależnie lub w sposób sprzężony. Osie optyczny kamer były równoległe do osi obrotu statku leżącej w płaszczyźnie orbity. Kamery uruchamiały się automatycznie, gdy tylko Ziemia wchodziła w ich pole widzenia. Zdjęcia ze statku mogły być odbierane w czasie rzeczywistym, gdy był on w zasięgu stacji naziemnych, lub gromadzone w rejestratorze taśmowym (mieścił najwyżej 32 zdjęcia). Kamera mogła wykonywać zdjęcia wyłącznie za dnia, fotografując obszary położone między 55° szerokości geograficznej południowej a 55° szerokości geograficznej północnej. Kamery posiadały obiektywy Vidicon 12,7 mm i miały rozdzielczość 500 linii po 500 pikseli każda. Zdjęcia wykonywane z nominalnej wysokości orbity (700 km) obejmowały:
  - Kamera szerokokątna – obszar ok. 1280 × 1280 km, z rozdzielczością (w nadirze) 2,5 – 3 km
  - Kamera wąskokątna – obszar 130 × 130 km z rozdzielczością (w nadirze) 300 – 800 m. Jakość zdjęć wykonanych przez kamerę szerokokątną była gorsza niż uzyskanych z TIROS-a 1. Na soczewce tej kamery osadził się nalot z gazów wyrzucanych przez silnik 3. stopnia rakiety nośnej w czasie wprowadzania satelity na orbitę. Zdjęcia z kamery wąskokątnej były doskonałe. Zdjęcia te wykazały również użyteczność satelity w obserwacjach pokrywy lodowej na morzach. Układ telewizyjny działał przez 76 dni[1].
- Radiometr skanujący, pięciokanałowy, średniej rozdzielczości (masa 2 kg, zużywał 1 W energii)

Mierzył emisję i odbicie promieniowania przez Ziemię i jej atmosferę. Przyrząd posiadał dwie osie optyczne nachylone do osi obrotu statku pod kątem 45 i 135°. Czujnik składał się z bolometrów i filtrów ograniczających rejestrowane widmo promieniowania. Pięć kanałów było czułych na promieniowanie z zakresu, odpowiednio: 6 – 6,5 μm (absorpcja przez parę wodną), 8 – 12 μm (tzw. okno atmosferyczne), 0,25 – 6 μm (odbite promieniowanie słoneczne), 8 – 30 μm (promieniowanie cieplne Ziemi), 0,55 – 0,75 (odbite promieniowanie słoneczne). Początkowo wszystkie kanały działały poprawne. Jednak kanały 1 i 4 powoli ulegały degradacji. W styczniu 1961 przestały być użyteczne. Kanały 3 i 5 miały bardzo słaby stosunek sygnału do szumu i dane z nich były niewiarygodne. Przyrząd działał do 22 kwietnia 1961, kiedy to nastąpiła usterka mechaniczna silnika radiometru.
- Dwukanałowy radiometr nieskanujący niskiej rozdzielczości

Mierzył promieniowanie termiczne układu Ziemia-atmosfera i odbite od niej promieniowanie słoneczne. Radiometr składał się z dwóch detektorów, białego i czarnego termistora – bolometru. Każdy z nich był umieszczony na szczycie mylarowego stożka. Czarny detektor rejestrował promieniowanie z zakresu 0,2 – 50 μm, czyli na odbite promieniowanie słoneczne i długofalowe promieniowanie Ziemi. Biały detektor rejestrował odbite promieniowanie słoneczne, promieniowanie widzialne i długofalowe promieniowanie termiczne, 5 – 50 μm. Ich osie optyczne były równoległe do osi obrotu statku. Pole widzenia wynosiło 50°, co odpowiadało kołu o średnicy 832 km, gdy Ziemia znajdowała się w zasięgu widzenia. Ten sam obszar znajdował się w polu widzenia kamery szerokokątnej. Ostatnie 100 minut obserwacji były zawsze nagrane na taśmie (poprzednie były w trybie ciągłym usuwane). Eksperyment pracował poprawnie, jednak jakość danych była słaba, gdyż czułość przyrządu była niższa od oczekiwanej. Doszło też do termicznego sprzężenia między detektorami a statkiem (detektory odbierały również promieniowanie cieplne samego statku). Z tych powodów uzyskane dany były zupełnie niepraktyczne. Identyczne przyrządy zostały umieszczone na satelitach TIROS 3 i TIROS 4.
Dane dostarczone przez aparaturę zostały wykorzystane m.in. przy realizacji lotu balistycznego Alana Sheparda oraz lotu próbnika Ranger 1.